# Dragutin Čermak
Dragutin Čermak (cirílico sérvio:Драгутин Чермак) (Belgrado, 12 de outubro de 1944 – Belgrado, 12 de outubro de 2021) foi um basquetebolista sérvio que integrou a seleção iugoslava a qual conquistou a medalha de prata disputada nos XIX Jogos Olímpicos de Verão realizados na Cidade do México em 1968. Com a equipe nacional, também obteve o título do Campeonato Mundial em 1970 e dois vices da EuroBasket em 1969 e 1971.

## Morte
Čermak morreu em 12 de outubro de 2021, no dia de seu aniversário de 77 anos, em Belgrado.